# Euxoa lillooet
Euxoa lillooet är en fjärilsart som beskrevs av Mcdunnough 1927. Euxoa lillooet ingår i släktet Euxoa och familjen nattflyn. Inga underarter finns listade i Catalogue of Life.